# Eisschnelllauf-Weltcup 2021/22
Der ISU-Eisschnelllauf-Weltcup 2021/22 (offiziell: ISU World Cup Speed Skating 2021/22) war eine von der  ISU organisierte Wettkampfserie für  Eisschnellläufer und wurde für Frauen und Männer an verschiedenen Stationen in mehreren Ländern ausgetragen. Der Weltcup begann am 12. November 2021 in Tomaszów Mazowiecki und endete am 13. März 2022 in Heerenveen.
Höhepunkt der Saison waren die Olympischen Winterspiele 2022 in Peking, deren Ergebnisse nicht mit in die Weltcupwertungen einflossen.

## Frauen

### Weltcup-Übersicht
| Datum                                                                     | Austragungsort      | Disziplin      | Erster Platz                                            | Zweiter Platz                                       | Dritter Platz                                                    |
| ------------------------------------------------------------------------- | ------------------- | -------------- | ------------------------------------------------------- | --------------------------------------------------- | ---------------------------------------------------------------- |
| 12. November 2021                                                         | Tomaszów Mazowiecki | 500 m          | Erin Jackson                                            | Nao Kodaira                                         | Olga Fatkulina                                                   |
| 12. November 2021                                                         | Tomaszów Mazowiecki | 3000 m         | Irene Schouten                                          | Isabelle Weidemann                                  | Francesca Lollobrigida                                           |
| 13. November 2021                                                         | Tomaszów Mazowiecki | 500 m          | Erin Jackson                                            | Angelina Golikowa                                   | Nao Kodaira                                                      |
| 13. November 2021                                                         | Tomaszów Mazowiecki | 1000 m         | Brittany Bowe                                           | Miho Takagi                                         | Nao Kodaira                                                      |
| 13. November 2021                                                         | Tomaszów Mazowiecki | Teamverfolgung | KanadaIvanie Blondin Isabelle Weidemann Valérie Maltais | JapanMiho Takagi Misaki Oshigiri Ayano Satō         | NiederlandeIreen Wüst Irene Schouten Antoinette de Jong          |
| 14. November 2021                                                         | Tomaszów Mazowiecki | 1500 m         | Miho Takagi                                             | Brittany Bowe                                       | Nadeschda Morosowa                                               |
| 14. November 2021                                                         | Tomaszów Mazowiecki | Massenstart    | Irene Schouten                                          | Ivanie Blondin                                      | Francesca Lollobrigida                                           |
| 19. November 2021                                                         | Stavanger           | 1000 m         | Brittany Bowe                                           | Miho Takagi                                         | Nao Kodaira                                                      |
| 19. November 2021                                                         | Stavanger           | 5000 m         | Irene Schouten                                          | Isabelle Weidemann                                  | Ragne Wiklund                                                    |
| 20. November 2021                                                         | Stavanger           | 500 m          | Erin Jackson                                            | Nao Kodaira                                         | Kaja Ziomek                                                      |
| 20. November 2021                                                         | Stavanger           | Teamsprint     | PolenAndżelika Wójcik Kaja Ziomek Natalia Czerwonka     | KanadaMaddison Pearman Alexa Scott Ivanie Blondin   | Volksrepublik ChinaZhang Lina Jin Jingzhu Li Qishi               |
| 21. November 2021                                                         | Stavanger           | 500 m          | Nao Kodaira                                             | Erin Jackson                                        | Angelina Golikowa                                                |
| 21. November 2021                                                         | Stavanger           | 1500 m         | Miho Takagi                                             | Ireen Wüst                                          | Ayano Satō                                                       |
| 3. Dezember 2021                                                          | Salt Lake City      | 500 m          | Erin Jackson                                            | Angelina Golikowa                                   | Femke Kok                                                        |
| 3. Dezember 2021                                                          | Salt Lake City      | 3000 m         | Irene Schouten                                          | Antoinette de Jong                                  | Ragne Wiklund                                                    |
| 4. Dezember 2021                                                          | Salt Lake City      | 500 m          | Andżelika Wójcik                                        | Angelina Golikowa                                   | Olga Fatkulina                                                   |
| 4. Dezember 2021                                                          | Salt Lake City      | 1000 m         | Miho Takagi                                             | Jutta Leerdam                                       | Brittany Bowe                                                    |
| 4. Dezember 2021                                                          | Salt Lake City      | Teamverfolgung | KanadaIvanie Blondin Isabelle Weidemann Valérie Maltais | NiederlandeIreen Wüst Irene Schouten Melissa Wijfje | RusslandJewgenija Lalenkowa Natalja Woronina Jelisaweta Golubewa |
| 5. Dezember 2021                                                          | Salt Lake City      | 1500 m         | Miho Takagi                                             | Ayano Satō                                          | Antoinette de Jong                                               |
| 5. Dezember 2021                                                          | Salt Lake City      | Massenstart    | Ivanie Blondin                                          | Marijke Groenewoud                                  | Sofie Karoline Haugen                                            |
| 10. Dezember 2021                                                         | Calgary             | 500 m          | Olga Fatkulina                                          | Nao Kodaira                                         | Angelina Golikowa                                                |
| 10. Dezember 2021                                                         | Calgary             | 3000 m         | Francesca Lollobrigida                                  | Isabelle Weidemann                                  | Martina Sáblíková                                                |
| 11. Dezember 2021                                                         | Calgary             | 500 m          | Angelina Golikowa                                       | Nao Kodaira                                         | Erin Jackson                                                     |
| 11. Dezember 2021                                                         | Calgary             | 1000 m         | Nao Kodaira                                             | Brittany Bowe                                       | Olga Fatkulina                                                   |
| 11. Dezember 2021                                                         | Calgary             | Teamverfolgung | KanadaIvanie Blondin Isabelle Weidemann Valérie Maltais | JapanNana Takagi Miho Takagi Ayano Satō             | Volksrepublik ChinaHan Mei Ahenaer Adake Li Qishi                |
| 12. Dezember 2021                                                         | Calgary             | 1500 m         | Brittany Bowe                                           | Nana Takagi                                         | Ayano Satō                                                       |
| 12. Dezember 2021                                                         | Calgary             | Massenstart    | Francesca Lollobrigida                                  | Ivanie Blondin                                      | Jelisaweta Golubewa                                              |
| 15. bis 17. Dezember 2021 Vier-Kontinente-Meisterschaften 2021 in Calgary |                     |                |                                                         |                                                     |                                                                  |
| 7. bis 9. Januar 2022 Europameisterschaften 2022 in Heerenveen            |                     |                |                                                         |                                                     |                                                                  |
| 4. bis 20. Februar 2022 Olympische Winterspiele 2022 in Peking            |                     |                |                                                         |                                                     |                                                                  |
| 3. bis 6. März 2022 Sprint- und Mehrkampfweltmeisterschaft 2022 in Hamar  |                     |                |                                                         |                                                     |                                                                  |
| 12. März 2022                                                             | Heerenveen          | 500 m          | Erin Jackson                                            | Femke Kok                                           | Nao Kodaira                                                      |
| 12. März 2022                                                             | Heerenveen          | 1500 m         | Miho Takagi                                             | Antoinette de Jong                                  | Ragne Wiklund                                                    |
| 13. März 2022                                                             | Heerenveen          | 500 m          | Erin Jackson                                            | Brittany Bowe                                       | Kim Min-sun                                                      |
| 13. März 2022                                                             | Heerenveen          | 3000 m         | Irene Schouten                                          | Ragne Wiklund                                       | Martina Sáblíková                                                |
| 13. März 2022                                                             | Heerenveen          | 1000 m         | Miho Takagi                                             | Brittany Bowe                                       | Kimi Goetz                                                       |
| 13. März 2022                                                             | Heerenveen          | Massenstart    | Irene Schouten                                          | Marijke Groenewoud                                  | Francesca Lollobrigida                                           |

### Weltcupstände
Endstand

#### 500 Meter
| Rang | Name              | Land               | Punkte |
| ---- | ----------------- | ------------------ | ------ |
| 1    | Erin Jackson      | Vereinigte Staaten | 660    |
| 2    | Nao Kodaira       | Japan              | 572    |
| 3    | Kaja Ziomek       | Polen              | 432    |
| 4    | Femke Kok         | Niederlande        | 410    |
| 5    | Angelina Golikowa | Russland           | 404    |
| 6    | Kim Min-sun       | Südkorea           | 388    |
| 7    | Kimi Goetz        | Vereinigte Staaten | 367    |
| 8    | Arisa Gō          | Japan              | 361    |
| 9    | Michelle de Jong  | Niederlande        | 356    |
| 10   | Brittany Bowe     | Vereinigte Staaten | 348    |

#### 1000 Meter
| Rang | Name              | Land               | Punkte |
| ---- | ----------------- | ------------------ | ------ |
| 1    | Brittany Bowe     | Vereinigte Staaten | 330    |
| 2    | Miho Takagi       | Japan              | 288    |
| 3    | Nao Kodaira       | Japan              | 268    |
| 4    | Kimi Goetz        | Vereinigte Staaten | 227    |
| 5    | Jekaterina Aidowa | Kasachstan         | 204    |
| 6    | Femke Kok         | Niederlande        | 175    |
| 7    | Karolina Bosiek   | Polen              | 170    |
| 8    | Huang Yu-ting     | Chinesisch Taipeh  | 160    |
| 9    | Angelina Golikowa | Russland           | 154    |
| 10   | Lotte van Beek    | Niederlande        | 142    |

#### 1500 Meter
| Rang | Name                   | Land               | Punkte |
| ---- | ---------------------- | ------------------ | ------ |
| 1    | Miho Takagi            | Japan              | 300    |
| 2    | Brittany Bowe          | Vereinigte Staaten | 256    |
| 3    | Ayano Satō             | Japan              | 252    |
| 4    | Ragne Wiklund          | Norwegen           | 238    |
| 5    | Antoinette de Jong     | Niederlande        | 235    |
| 6    | Ireen Wüst             | Niederlande        | 226    |
| 7    | Francesca Lollobrigida | Italien            | 222    |
| 8    | Nadeschda Morosowa     | Kasachstan         | 208    |
| 9    | Nana Takagi            | Japan              | 193    |
| 10   | Ivanie Blondin         | Kanada             | 181    |

#### 3000/5000 Meter
| Rang | Name                   | Land        | Punkte |
| ---- | ---------------------- | ----------- | ------ |
| 1    | Irene Schouten         | Niederlande | 300    |
| 2    | Ragne Wiklund          | Norwegen    | 290    |
| 3    | Francesca Lollobrigida | Italien     | 266    |
| 4    | Martina Sáblíková      | Tschechien  | 265    |
| 5    | Joy Beune              | Niederlande | 210    |
| 6    | Isabelle Weidemann     | Kanada      | 205    |
| 7    | Valérie Maltais        | Kanada      | 199    |
| 8    | Ivanie Blondin         | Kanada      | 199    |
| 9    | Misaki Oshigiri        | Japan       | 197    |
| 10   | Nadeschda Morosowa     | Kasachstan  | 183    |

#### Massenstart
| Rang | Name                   | Land                | Punkte |
| ---- | ---------------------- | ------------------- | ------ |
| 1    | Francesca Lollobrigida | Italien             | 602    |
| 2    | Ivanie Blondin         | Kanada              | 578    |
| 3    | Irene Schouten         | Niederlande         | 506    |
| 4    | Marijke Groenewoud     | Niederlande         | 476    |
| 5    | Valérie Maltais        | Kanada              | 362    |
| 6    | Guo Dan                | Volksrepublik China | 358    |
| 7    | Jelisaweta Golubewa    | Niederlande         | 356    |
| 8    | Michelle Uhrig         | Deutschland         | 342    |
| 9    | Mia Kilburg-Manganello | Vereinigte Staaten  | 339    |
| 10   | Kim Bo-reum            | Südkorea            | 306    |

#### Teamverfolgung
| Rang | Land               | Punkte |
| ---- | ------------------ | ------ |
| 1    | Kanada             | 360    |
| 2    | Japan              | 284    |
| 3    | Niederlande        | 280    |
| 4    | Russland           | 262    |
| 5    | Norwegen           | 242    |
| 6    | Polen              | 238    |
| 7    | Belarus            | 216    |
| 8    | Vereinigte Staaten | 207    |
| 9    | Deutschland        | 202    |
| 10   | Schweiz            | 197    |

## Männer

### Weltcup-Übersicht
| Datum                                                                     | Austragungsort      | Disziplin      | Erster Platz                                              | Zweiter Platz                                                            | Dritter Platz                                            |
| ------------------------------------------------------------------------- | ------------------- | -------------- | --------------------------------------------------------- | ------------------------------------------------------------------------ | -------------------------------------------------------- |
| 12. November 2021                                                         | Tomaszów Mazowiecki | 500 m          | Gao Tingyu                                                | Tatsuya Shinhama                                                         | Laurent Dubreuil                                         |
| 12. November 2021                                                         | Tomaszów Mazowiecki | 5000 m         | Nils van der Poel                                         | Ted-Jan Bloemen                                                          | Patrick Roest                                            |
| 13. November 2021                                                         | Tomaszów Mazowiecki | 1500 m         | Kim Min-seok                                              | Ning Zhongyan                                                            | Joey Mantia                                              |
| 13. November 2021                                                         | Tomaszów Mazowiecki | Massenstart    | Masahito Obayashi                                         | Ruslan Sacharow                                                          | Zbigniew Bródka                                          |
| 14. November 2021                                                         | Tomaszów Mazowiecki | 500 m          | Tatsuya Shinhama                                          | Laurent Dubreuil                                                         | Wataru Morishige                                         |
| 14. November 2021                                                         | Tomaszów Mazowiecki | 1000 m         | Hein Otterspeer                                           | Thomas Krol                                                              | Kjeld Nuis                                               |
| 14. November 2021                                                         | Tomaszów Mazowiecki | Teamverfolgung | NiederlandeSven Kramer Patrick Roest Marcel Bosker        | KanadaTed-Jan Bloemen Jordan Belchos Connor Howe                         | JapanMasahito Obayashi Shane Williamson Seitaro Ichinohe |
| 19. November 2021                                                         | Stavanger           | 1000 m         | Thomas Krol                                               | Kai Verbij                                                               | Kjeld Nuis                                               |
| 20. November 2021                                                         | Stavanger           | 500 m          | Laurent Dubreuil                                          | Artjom Arefjew                                                           | Marek Kania                                              |
| 20. November 2021                                                         | Stavanger           | 10.000 m       | Nils van der Poel                                         | Jorrit Bergsma                                                           | Ted-Jan Bloemen                                          |
| 20. November 2021                                                         | Stavanger           | Teamsprint     | Volksrepublik ChinaWang Haotian Lian Ziwen Ning Zhongyan  | NorwegenBjørn Magnussen Henrik Fagerli Rukke Håvard Holmefjord Lorentzen | PolenMarek Kania Piotr Michalski Damian Zurek            |
| 21. November 2021                                                         | Stavanger           | 500 m          | Tatsuya Shinhama                                          | Laurent Dubreuil                                                         | Artjom Arefjew                                           |
| 21. November 2021                                                         | Stavanger           | 1500 m         | Ning Zhongyan                                             | Joey Mantia                                                              | Kim Min-seok                                             |
| 3. Dezember 2021                                                          | Salt Lake City      | 500 m          | Yamato Matsui                                             | Wataru Morishige                                                         | Laurent Dubreuil                                         |
| 3. Dezember 2021                                                          | Salt Lake City      | 5000 m         | Nils van der Poel                                         | Patrick Roest                                                            | Davide Ghiotto                                           |
| 4. Dezember 2021                                                          | Salt Lake City      | 1500 m         | Joey Mantia                                               | Ning Zhongyan                                                            | Thomas Krol                                              |
| 4. Dezember 2021                                                          | Salt Lake City      | Massenstart    | Bart Swings                                               | Viktor Hald Thorup                                                       | Ruslan Sacharow                                          |
| 5. Dezember 2021                                                          | Salt Lake City      | 500 m          | Wataru Morishige                                          | Artjom Arefjew                                                           | Laurent Dubreuil                                         |
| 5. Dezember 2021                                                          | Salt Lake City      | 1000 m         | Thomas Krol                                               | Kjeld Nuis                                                               | Hein Otterspeer                                          |
| 5. Dezember 2021                                                          | Salt Lake City      | Teamverfolgung | Vereinigte StaatenEmery Lehman Joey Mantia Casey Dawson   | NorwegenHallgeir Engebråten Kristian Ulekleiv Peder Kongshaug            | ItalienAndrea Giovannini Michele Malfatti Davide Ghiotto |
| 10. Dezember 2021                                                         | Calgary             | 500 m          | Laurent Dubreuil                                          | Gao Tingyu                                                               | Yuma Murakami                                            |
| 10. Dezember 2021                                                         | Calgary             | 5000 m         | Nils van der Poel                                         | Davide Ghiotto                                                           | Ted-Jan Bloemen                                          |
| 11. Dezember 2021                                                         | Calgary             | 1500 m         | Joey Mantia                                               | Connor Howe                                                              | Allan Dahl Johansson                                     |
| 11. Dezember 2021                                                         | Calgary             | Massenstart    | Bart Hoolwerf                                             | Bart Swings                                                              | Felix Rijhnen                                            |
| 12. Dezember 2021                                                         | Calgary             | 500 m          | Wiktor Muschtakow                                         | Yuma Murakami                                                            | Laurent Dubreuil                                         |
| 12. Dezember 2021                                                         | Calgary             | 1000 m         | Ning Zhongyan                                             | Jordan Stolz                                                             | Wiktor Muschtakow                                        |
| 12. Dezember 2021                                                         | Calgary             | Teamverfolgung | Vereinigte StaatenEmery Lehman Ethan Cepuran Casey Dawson | NorwegenSverre Lunde Pedersen Hallgeir Engebråten Peder Kongshaug        | KanadaTed-Jan Bloemen Jordan Belchos Connor Howe         |
| 15. bis 17. Dezember 2021 Vier-Kontinente-Meisterschaften 2021 in Calgary |                     |                |                                                           |                                                                          |                                                          |
| 7. bis 9. Januar 2022 Europameisterschaften 2022 in Heerenveen            |                     |                |                                                           |                                                                          |                                                          |
| 4. bis 20. Februar 2022 Olympische Winterspiele 2022 in Peking            |                     |                |                                                           |                                                                          |                                                          |
| 3. bis 6. März 2022 Sprint- und Mehrkampfweltmeisterschaft 2022 in Hamar  |                     |                |                                                           |                                                                          |                                                          |
| 12. März 2022                                                             | Heerenveen          | 500 m          | Tatsuya Shinhama                                          | Laurent Dubreuil                                                         | Wataru Morishige                                         |
| 12. März 2022                                                             | Heerenveen          | 1000 m         | Kjeld Nuis                                                | Thomas Krol                                                              | Hein Otterspeer                                          |
| 12. März 2022                                                             | Heerenveen          | 5000 m         | Nils van der Poel                                         | Bart Swings                                                              | Davide Ghiotto                                           |
| 13. März 2022                                                             | Heerenveen          | 500 m          | Tatsuya Shinhama                                          | Piotr Michalski                                                          | Wataru Morishige                                         |
| 13. März 2022                                                             | Heerenveen          | 1500 m         | Kjeld Nuis                                                | Thomas Krol                                                              | Connor Howe                                              |
| 13. März 2022                                                             | Heerenveen          | Massenstart    | Bart Swings                                               | Andrea Giovannini                                                        | Jorrit Bergsma                                           |

### Weltcupstände
Endstand

#### 500 Meter
| Rang | Name                        | Land        | Punkte |
| ---- | --------------------------- | ----------- | ------ |
| 1    | Laurent Dubreuil            | Kanada      | 614    |
| 2    | Tatsuya Shinhama            | Japan       | 586    |
| 3    | Wataru Morishige            | Japan       | 555    |
| 4    | Piotr Michalski             | Polen       | 439    |
| 5    | Yamato Matsui               | Japan       | 436    |
| 6    | Yuma Murakami               | Japan       | 397    |
| 7    | Marek Kania                 | Polen       | 353    |
| 8    | Håvard Holmefjord Lorentzen | Norwegen    | 346    |
| 9    | Merijn Scheperkamp          | Niederlande | 318    |
| 10   | Damian Zurek                | Polen       | 310    |

#### 1000 Meter
| Rang | Name                        | Land                   | Punkte |
| ---- | --------------------------- | ---------------------- | ------ |
| 1    | Thomas Krol                 | Niederlande            | 282    |
| 2    | Kjeld Nuis                  | Niederlande            | 270    |
| 3    | Hein Otterspeer             | Niederlande            | 238    |
| 4    | Håvard Holmefjord Lorentzen | Norwegen               | 230    |
| 5    | Kai Verbij                  | Niederlande            | 210    |
| 6    | Masaya Yamada               | Japan                  | 196    |
| 7    | Laurent Dubreuil            | Kanada                 | 193    |
| 8    | Cornelius Kersten           | Vereinigtes Königreich | 187    |
| 9    | Taiyo Nonomura              | Japan                  | 182    |
| 10   | Connor Howe                 | Kanada                 | 178    |

#### 1500 Meter
| Rang | Name            | Land               | Punkte |
| ---- | --------------- | ------------------ | ------ |
| 1    | Joey Mantia     | Vereinigte Staaten | 280    |
| 2    | Connor Howe     | Kanada             | 256    |
| 3    | Kjeld Nuis      | Niederlande        | 224    |
| 4    | Thomas Krol     | Niederlande        | 221    |
| 5    | Bart Swings     | Belgien            | 215    |
| 6    | Peder Kongshaug | Norwegen           | 210    |
| 7    | Takuro Oda      | Japan              | 203    |
| 8    | Taiyo Nonomura  | Japan              | 193    |
| 9    | Kazuya Yamada   | Japan              | 178    |
| 10   | Emery Lehman    | Vereinigte Staaten | 174    |

#### 5000/10.000 Meter
| Rang | Name              | Land        | Punkte |
| ---- | ----------------- | ----------- | ------ |
| 1    | Nils van der Poel | Schweden    | 360    |
| 2    | Davide Ghiotto    | Italien     | 272    |
| 3    | Ted-Jan Bloemen   | Kanada      | 264    |
| 4    | Bart Swings       | Belgien     | 259    |
| 5    | Jorrit Bergsma    | Niederlande | 211    |
| 6    | Patrick Beckert   | Deutschland | 195    |
| 7    | Michele Malfatti  | Italien     | 193    |
| 8    | Marwin Talsma     | Niederlande | 192    |
| 9    | Andrea Giovannini | Italien     | 169    |
| 10   | Ruslan Sacharow   | Russland    | 149    |

#### Massenstart
| Rang | Name               | Land               | Punkte |
| ---- | ------------------ | ------------------ | ------ |
| 1    | Bart Swings        | Belgien            | 652    |
| 2    | Andrea Giovannini  | Italien            | 550    |
| 3    | Ruslan Sacharow    | Russland           | 425    |
| 4    | Chung Jae-won      | Südkorea           | 376    |
| 5    | Jorrit Bergsma     | Niederlande        | 371    |
| 6    | Ian Quinn          | Vereinigte Staaten | 330    |
| 7    | Livio Wenger       | Schweiz            | 326    |
| 8    | Jordan Belchos     | Kanada             | 302    |
| 9    | Viktor Hald Thorup | Dänemark           | 287    |
| 10   | Kristian Ulekleiv  | Norwegen           | 287    |

#### Teamverfolgung
| Rang | Land                | Punkte |
| ---- | ------------------- | ------ |
| 1    | Vereinigte Staaten  | 312    |
| 2    | Norwegen            | 302    |
| 3    | Kanada              | 284    |
| 4    | Niederlande         | 268    |
| 5    | Italien             | 252    |
| 6    | Volksrepublik China | 242    |
| 7    | Neuseeland          | 212    |
| 8    | Dänemark            | 193    |
| 9    | Polen               | 188    |
| 10   | Südkorea            | 179    |